# Cogullés de Perafita
Cogullés de Perafita és una masia de Perafita (Lluçanès) inclosa a l'Inventari del Patrimoni Arquitectònic de Catalunya.

## Descripció
Edifici de tres pisos, de planta rectangular i teulada a doble vessant amb el carener paral·lel a la façana principal. Els murs són fets amb pedra irregulars i presenten restes d'arrebossat. Totes les finestres, algunes tapiades, tenen llinda i muntants de pedra. La porta d'entrada és un arc fet amb grans dovelles. Al lateral esquerra de la façana principal s'hi ha adossa un cos rectangular que sobrepassa la façana del darrere i que està fet de pedra i maó i cobert amb teules a dues vessants.